# 皇家醫學會

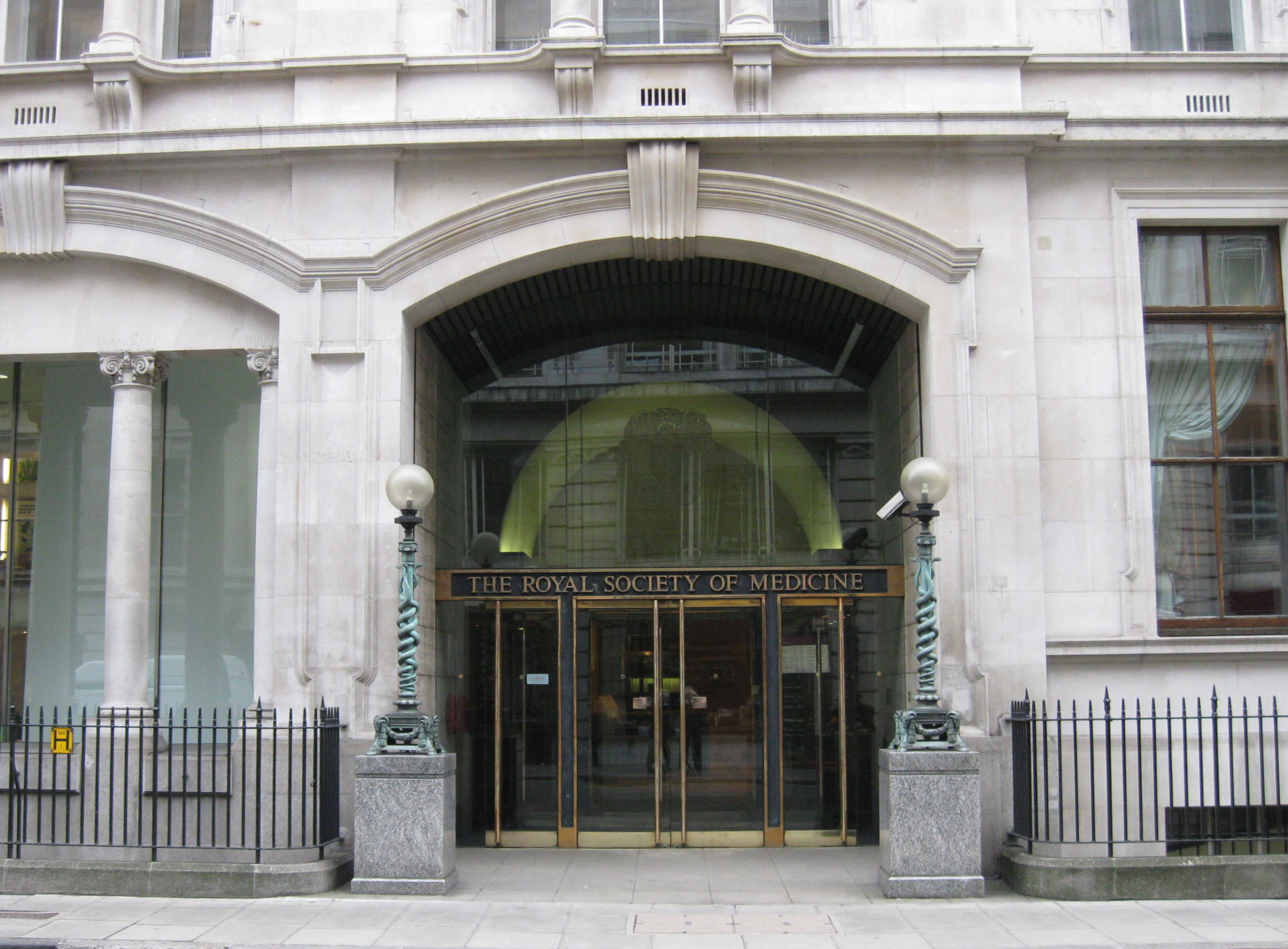
位于英格蘭倫敦温坡街的皇家醫學會總部

皇家醫學會（Royal Society of Medicine）為英國一個以提供醫學培訓為主的專業會員制學會。學會始創于1805年，並于1907年獲得皇家特許狀，學會位於首都倫敦。

## 外部連結
- Royal Society of Medicine （页面存档备份，存于）